# Bchira Ben Mrad
Bchira Ben Mrad (بشيرة بن مراد; 1993–1913) fou una activista feminista tunisiana. Va fundar i presidir la Unió Musulmana de Dones Tunisianes (UMFT) del 1936 al 1956.

## Biografia
Nasqué en una antiga família tunisiana d'erudits religiosos (ulemes), originàriament otomana, que es remuntava a Khodja Ali Al Hanafi, un imam i militar otomà de l'exèrcit que anà a Tunísia per la batalla del 1574 a La Goleta contra l'exèrcit de Carles V.
Bchira Ben Mrad era filla de Sheikh El Islam, Mohamed Salah Ben Mrad, i neta d'un muftí de Tunísia, Hmida Ben Mrad. Sallouha, sa mare, era filla d'un altre xeic de l'Islam, Mahmoud Belkhodja.
Son pare li donà, a ella i a les seues germanes, una educació tradicional en la llar per un amic de la família, el xeic Manachou. Es va casar amb Ahmed Zahar.

## Activisme
Després d'escoltar una discussió entre líders nacionalistes sobre la greu situació tunisiana, a la qual va assistir Mahmoud El Materi, Bchira Ben Mrad va pensar de crear un entorn perquè les dones participassen activament en el moviment nacional.
El 1936, Ali Belhouane i altres activistes van organitzar sense èxit una fira per a recaptar fons per a estudiants nord-africans establerts a França. Bchira Ben Mrad va decidir llavors fer una associació de dones. Va obtenir l'acord dels líders nacionalistes Belhouane i Mongi Slim, i creà un comité organitzador amb Naima Ben Salah, Tewhida Ben Sheikh (la primera dona metgessa de Tunísia), les noies Hajjaji (el pare de les quals era ministre), Hassiba Ghileb (neta de Cheikh El Medina Sadok Ghileb) i Nabiha Ben Miled (esposa d'Ahmed Ben Miled): van aplegar 9.000 persones a Dar El Fourati, i van recaptar una quantitat significativa de diners lliurats a líders nacionalistes. Una setmana després, al maig del 1936, fundà la UMFT, la primera organització de dones tunisianes. Amb el suport de son pare i les seues germanes, publicà molts articles en el periòdic del seu pare, Shams al-Islam (El Sol de l'Islam).
La UMFT va treballar amb el Neo Destour. L'associació pretenia desenvolupar el coneixement entre les dones, orientar-les cap a l'educació dins dels límits de la moral i la religió, i promoure institucions per a joves i xiquets. Els membres permanents n'eren Hamida Zahar (secretària i germana de Bchira), Tewhida Ben Sheikh, Nebiha Ben Miled i Essia Ben Miled (germana de Bchira), Hassiba Ghileb, Souad Ben Mahmoud, Naima Ben Salah, Jalila Mzali, i Mongiya Ben Ezzeddine. Altres dones que s'uniren a la UMFT foren Moufida Bourguiba, Wassila Ben Ammar, Radhia Haddad i Fethia Mzali.
Bchira fou presidenta de la UMFT fins a la seua dissolució al 1956.

## Tribut
Alguns carrers duen el seu nom en honor a la seua memòria.
La celebració del seu centenari l'1 de desembre del 2013 es feu al Teatre municipal de Tunísia, amb una presentació d'un llibre sobre la seua figura.